# Habitatge al carrer de la Font, 5 (Vilafranca del Penedès)
Cal Noia és un edifici del municipi de Vilafranca del Penedès (Alt Penedès) inclòs en l'Inventari del Patrimoni Arquitectònic de Catalunya. La casa està situada en el recorregut històric del carrer de la Font, ja existent al segle xiii. És d'origen gòtic.

## Descripció
Edifici d'origen gòtic entre mitgeres, de planta baixa i dos pisos, amb coberta de teula àrab. Té arcs en diafragma i finestres gòtiques. Ha patit moltes reformes i restauracions.